# Staatliche Realschule Oberding
Die Staatliche Realschule Oberding ist eine staatliche Realschule in Oberding im Landkreis Erding und seit 2013 selbstständig.

## Geschichte
Im Schuljahr 2012/2013 wurden in Oberding im Gebäude der dortigen Grund- und Mittelschule zwei fünfte Klassen unterrichtet, die von der Herzog-Tassilo-Realschule in Erding verwaltet wurden. Seit dem Schuljahr 2013/2014 ist die Staatliche Realschule Oberding eigenständig. Im Jahr 2020 bezog die Grund- und Mittelschule Oberding einen Neubau, die Realschule nutzt das ehemalige Volksschulgebäude seitdem alleine.

## Statistik
Zum Schuljahresbeginn 2024/2025 waren 500 Schüler angemeldet, davon 289 männlich und 211 weiblich.